# GNU FDL
GNU Free Documentation License (лицензия свободной документации GNU), или просто GNU FDL (GFDL) — копилефт-лицензия, разработанная Фондом свободного программного обеспечения как дополнение к GNU GPL, популярной лицензии для свободного ПО. Как и GNU GPL, она даёт лицензиату права на воспроизведение, распространение и изменение исходной работы, однако требует, чтобы все копии и производные работы также распространялись под GFDL.
Черновик лицензии был опубликован в конце 1999 года.
GNU FDL исходно предназначалась для пользовательских руководств, учебников и другой документации, обычно сопровождающей компьютерные программы. Несмотря на это, лицензия GFDL может использоваться для любых документов, вне зависимости от тематики. Так, содержимое всех текстов Википедии раньше публиковалось на основе лицензии GNU FDL без неизменяемых разделов. На данный момент для новых статей используется Creative Commons BY-SA.
Не существует официального перевода GNU FDL на русский язык, поэтому юридическую силу имеет только англоязычный вариант.

## Принципы лицензии
Если автор произведения или его правообладатель публикует произведение под данной лицензией, тем самым он предлагает любому широкие права на это произведение: лицензия допускает воспроизведение, распространение и изменение исходной работы, в том числе и в коммерческих целях. Со своей стороны лицензиат обязуется соблюдать условия лицензии. Эти условия включают в себя, в частности, обязательное указание имени автора или авторов.
Вместе с тем авторы, в соответствии с условиями лицензии, могут отказаться от указания имени или их упоминания в производных работах.
Кроме того, будучи основанной на концепции копилефта, GNU FDL требует, чтобы любые копии защищённого ею текста (в том числе производные работы) распространялись на тех же самых условиях, без добавления дополнительных ограничений. Каждая копия должна сопровождаться исходным текстом лицензии (ссылкой в электронном виде или печатной версией при печати на бумажных носителях). При публикации документа в «непрозрачном»[каком?] формате в количестве свыше 100 экземпляров каждая копия должна сопровождаться копией в «прозрачном» формате либо ссылкой на неё.
Лицензиат, нарушающий условия лицензии, автоматически теряет все предоставленные ему лицензией права.

### Неизменяемые разделы
GFDL предусматривает возможность существования в документе неизменяемых разделов (также говорят «инвариантные секции», англ. invariant sections). Эти разделы должны сохраняться в неизменном виде во всех производных работах. Их удаление тоже недопустимо. Они предназначены исключительно для описания отношения к, и связи авторов и издателей с произведением, так как Ричард Столлман считал, что изменение произведений, выражающих мнение, означает искажение утверждений автора.
С марта 2006 года проектом Debian было решено считать FDL условно свободной — только при отсутствии неизменяемых разделов в лицензии к данному документу. Википедия тоже не допускает существования неизменяемых разделов.

## Критика
Существует достаточно серьёзная критика GNU FDL. В частности, FDL:
- не совместима (в обоих направлениях) с GNU GPL,
- копилефтные условия зависят от количества распространяемых экземпляров,
- может ограничивать модификацию фрагментов текста (то есть содержать «неизменяемые разделы», англ. invariant sections)[7].